# Шрайбер, Алистер
А́листер Шра́йбер (англ. Alasdair Schreiber; 19 марта 1993, Шотландия) — шотландский кёрлингист.
В составе мужской команды Великобритании участник зимних Универсиад 2015 и 2017.
Играет на позиции первого.

## Достижения
- Зимние Универсиады: золото (2017), бронза (2015).
- Чемпионат Шотландии по кёрлингу среди мужчин: серебро (2017).
- Чемпионат Шотландии по кёрлингу среди юниоров: серебро (2014), бронза (2015).

## Команды
| Сезон   | Четвёртый     | Третий          | Второй          | Первый          | Запасной                              | Турниры                        |
| ------- | ------------- | --------------- | --------------- | --------------- | ------------------------------------- | ------------------------------ |
| 2012—13 | Алан Ханна    | Gary Cannell    | Алистер Шрайбер | Gary McFarlane  |                                       |                                |
| 2013—14 | Стюарт Тейлор | Грегор Кэннон   | Ross Fraser     | Алистер Шрайбер | тренер: Алан Ханна                    | ЧШЮ 2014                       |
| 2014—15 | Стюарт Тейлор | Алистер Шрайбер | Fraser Davidson | Chay Telfer     |                                       |                                |
| 2014—15 | Стюарт Тейлор | Ross Fraser     | Бобби Лэмми     | Грегор Кэннон   | Алистер Шрайбер                       | ЧШЮ 2015 · ЧШМ 2015 (10 место) |
| 2014—15 | Кайл Смит     | Грант Харди     | Томас Мёрхэд    | Алистер Шрайбер | Стюарт Тейлор тренер: Дэвид Рэмзи     | ЗУ 2015                        |
| 2015—16 | Стюарт Тейлор | Алистер Шрайбер | Fraser Davidson | Chay Telfer     |                                       |                                |
| 2016—17 | Брюс Моуэт    | Бобби Лэмми     | Грегор Кэннон   | Деррик Слоун    | Алистер Шрайбер тренер: Cate Brewster | ЗУ 2017 · ЧШМ 2017             |
| 2017—18 | Том Брюстер   | Дункан Мензис   | Скотт Эндрюс    | Алистер Шрайбер |                                       | ЧШМ 2018 (6 место)             |
| 2019—20 | Luke Carson   | Стюарт Тейлор   | Mark Taylor     | Алистер Шрайбер | тренер: Tom Andrews                   | ЧШМ 2020 (8 место)             |

(скипы выделены полужирным шрифтом)

## Частная жизнь
Начал заниматься кёрлингом в 10 лет.
Студент Университета Стратклайда.